# Andarax
L'Andarax (en espagnol rio Andarax, en espagnol : río Andarax) est un fleuve espagnol coulant intégralement dans la province d'Almería en Andalousie.

## Géographie

### Hydrographie
L'Andarax prend sa source à 2 509 m d'altitude au Cerro del Almirez dans la Sierra Nevada. Dans la ville d'Almería, du fait de l'évasement de son cours et du débit réduit de ses eaux (notamment lié aux captages à des fins agricoles), il est souvent proche de l'assèchement. Dans cette dernière commune, il porte également le nom de rivière Almería (río Almería en espagnol).

### Communes traversées
D'amont en aval, il traverse les communes suivantes :
- Laujar de Andarax
- Fondón
- Almócita
- Padules
- Canjáyar
- Rágol
- Instinción
- Íllar
- Bentarique
- Terque
- Alhabia
- Alhama de Almería
- Santa Fe de Mondujar
- Gádor
- Rioja
- Benahadux
- Pechina
- Huércal de Almería
- Viator
- Almería